# 勒納 (伊利諾伊州)
勒納（英語：Lerna）是位於美國伊利諾伊州科爾斯縣的一個村落。

## 地理
勒納的座標為39°25′05″N 88°17′20″W / 39.41806°N 88.28889°W，而該地最高點為海拔高度226米（即741英尺）。

## 人口
根據2010年美國人口普查的數據，勒納的面積為0.30平方千米，當中陸地面積為0.30平方千米，而水域面積為0.00平方千米。當地共有人口286人，而人口密度為每平方千米953人。